# Binecuvântată fii, închisoare
Pour plus de détails, voir Fiche technique et Distribution.
Binecuvântată fii, închisoare (en français : Bénie sois-tu, prison) est un film roumain réalisé par Nicolae Margineanu en 2002.

## Synopsis
Binecuvântată fii, închisoare, film roumain réalisé par le metteur en scène Nicolae Mărgineanu, en 2002, est basé sur l'ouvrage au caractère autobiographique de la femme de lettres Nicole Valéry-Grossu Bénie sois-tu, prison.

## Fiche technique
- Titre : Binecuvântata fii, închisoare
- Titre international : Bless You, Prison
- Titre français: Bénie sois-tu, prison
- Réalisateur : Nicolae Margineanu
- Scénario : Nicolae Margineanu, Catalin Cocris et Tudor Voican d'après le roman Bénie sois-tu, prison de Nicole Valéry-Grossu
- Format : Couleurs
- Durée : 90 minutes
- Date de sortie : 2002
- Pays :  Roumanie

## Distribution
| - Maria Ploae : Nicoleta - Dorina Lazar : Le directeur de la prison - Ecaterina Nazare - Maria Rotaru - Victoria Cocias - Iulia Lazar - Romanița Ionescu : Eva Hecht - Mioara Ifrim - Eugenia Maci - Eugenia Bosânceanu - Margareta Pogonat - Tamara Creţulescu - Monica Ghiuţă - Ion Pavlescu - Cristina Tacoi - Rodica Ionescu - Coca Zibilianu - Simona Popescu - Rodica Lazăr - Ioana Abur - Monica Mihăescu - Emilia Dobrin - Damian Oancea - Cristian Creţu - Richard Bovnoczki - Nicodim Ungureanu - Vitalie Bantaş - Cerasela Iosifescu - Alexandru Georgescu - Alex Jitea - Marian Bucur - Cătălin Stanciu - Eduard Bănărescu - Ion Grosu - Daniela Minoiu - Maria Teslaru - Zina Fedor - Rada Ixari - Dana Pascariu - Monica Madas - Mirela Oprişor - Mădălina Constantin - Laura Vasiliu | - Dana Nedelcu - Daiana Prundurel - Cristina Colotelo - Doiniţa Krauss - Lica Gherghinescu - Liviu Manolache - Fechim Elias - Voicu Hetel - Lăcrămioara Muscaliuc - Iulia Marcov - Adelaida Zamfira - Frosa Cercel - Simona Pandele - Delia Pătrăşcanu - Ioan Ionescu - Bogdan Vânt - Vera Linguraru - Dalina Ionescu - Tania Loredana Diaconu - Mihaela Betiu - Dan Lucaciu - Vlad Jipa - Antonella Zaharia - Ion Batinas - Marian Mihai Petrini - Andra Maria Mărgineanu - Veronica Gheorghe - Toma Vasile - Carmen Ciorcila - Dana Trifan - George Robu - Robert Radoveanu - George Munteanu - Leonid Donici - Mihai Calotă - Florin Petrini - Radu Niculescu - Gabriela Bobeş - Viorela Caragea |